# Jim Lea
James Whild Lea (ur. 14 czerwca 1949 w  Wolverhampton, Wielka Brytania) – angielski gitarzysta, wokalista, skrzypek i basista. Członek glamrockowego zespołu muzycznego Slade.